# Harsdorf (Röhrnbach)
Harsdorf ist ein Gemeindeteil des Marktes Röhrnbach im Landkreis Freyung-Grafenau. Die gleichnamige Gemeinde kam im Zuge der Gebietsreform in Bayern am 1. Januar 1970 zur Gemeinde Kumreut und dann 1978 mit dieser zu Röhrnbach.

## Geografie
Das Dorf Harsdorf liegt im südlichen Bayerischen Wald fünf Kilometer nordöstlich von Röhrnbach. In der Nähe verläuft die B12, die ins 30 Kilometer entfernte Passau und ins 14 Kilometer entfernte Freyung führt.

## Geschichte
Harsdorf war Teil des Hochstifts Passau. Der Ort wurde 1803 mit dem größten Teil des Passauer Gebietes zugunsten des Kurfürstentums Salzburg von Ferdinand III. von Toskana säkularisiert und fiel 1805 an Bayern. Mit der Bildung der Gemeinden im Jahre 1818 auf Grund des zweiten bayerischen Gemeindeedikts vom 17. Mai 1818 wurde die Gemeinde Harsdorf gebildet. Sie umfasste neben Harsdorf die Orte Großwiesen, Holzmühle, Kleinwiesen, Kollberg, Lobenstein, Rappmannsberg, Rumpenstadl, Saußmühle und Voggenberg. Die ehemals selbständige Gemeinde Harsdorf wurde am 1. Januar 1970 nach Kumreut eingemeindet.
Am 1. Mai 1978 wurde Harsdorf als Teil der ehemaligen Gemeinde Kumreut nach Röhrnbach angegliedert.